# I'm Not a Robot
I'm Not a Robot (hangul: 로봇이 아니야; RR: Robos-i aniya) är en sydkoreansk TV-serie som sändes på MBC från 6 december 2017 till 25 januari 2018. Yoo Seung-ho, Chae Soo-bin och Um Ki-joon spelar huvudrollerna.

## Rollista (i urval)
- Yoo Seung-ho - Kim Min-kyu
- Chae Soo-bin - Jo Ji-ah
- Um Ki-joon - Hong Baek-kyun